# Cypriotisch voetbalkampioenschap 1991/92
In 1991/92 werd het 54e Cypriotische voetbalkampioenschap gespeeld. APOEL FC won de competitie voor 15e keer.

## Stadions
| Club         | Stadion                     |
| ------------ | --------------------------- |
| AEL          | Tsirion Stadium             |
| Alki         | GSZ Stadion                 |
| Anorthosis   | Antonis Papadopoulosstadion |
| APOEL        | Makariostadion              |
| Apollon      | Tsirion Stadium             |
| Aris         | Tsirion Stadium             |
| Enosis       | Paralimni Municipal Stadium |
| EPA          | GSZ Stadion                 |
| Evagoras     | Pafiako Stadium             |
| Nea Salamina | Ammochostosstadion          |
| Olympiakos   | GSP Stadion                 |
| Omonia Ar.   | Aradippou Municipal Stadium |
| Omonia       | Makariostadion              |
| Pezoporikos  | GSZ Stadion                 |

## Stand
| Pos | Team                  | Wed | W  | G | V  | Ptn | DV | DT | +/− | Kwalificatie of degradatie                                     |
| --- | --------------------- | --- | -- | - | -- | --- | -- | -- | --- | -------------------------------------------------------------- |
| 1   | APOEL (C)             | 26  | 18 | 6 | 2  | 60  | 68 | 26 | +42 | Gekwalificeerd voor Eerste ronde UEFA Champions League 1992/93 |
| 2   | Anorthosis            | 26  | 18 | 4 | 4  | 58  | 55 | 23 | +32 | Gekwalificeerd voor Eerste ronde UEFA Cup 1992/93              |
| 3   | Apollon               | 26  | 17 | 5 | 4  | 56  | 54 | 25 | +29 | Gekwalificeerd voor Eerste ronde Europacup II 1992/93          |
| 4   | Omonia                | 26  | 14 | 7 | 5  | 49  | 46 | 29 | +17 |                                                                |
| 5   | Nea Salamina          | 26  | 11 | 5 | 10 | 38  | 45 | 47 | −2  |                                                                |
| 6   | Pezoporikos           | 26  | 10 | 7 | 9  | 37  | 43 | 40 | +3  |                                                                |
| 7   | AEL                   | 26  | 9  | 6 | 11 | 33  | 37 | 41 | −4  |                                                                |
| 8   | EPA                   | 26  | 8  | 7 | 11 | 31  | 35 | 40 | −5  |                                                                |
| 9   | Enosis Neon Paralimni | 26  | 7  | 9 | 10 | 30  | 36 | 37 | −1  |                                                                |
| 10  | Aris                  | 26  | 7  | 8 | 11 | 29  | 29 | 44 | −15 |                                                                |
| 11  | Evagoras              | 26  | 7  | 6 | 13 | 27  | 24 | 37 | −13 |                                                                |
| 12  | Olympiakos (O)        | 26  | 7  | 5 | 14 | 26  | 28 | 53 | −25 | Degradatie play offs.                                          |
| 13  | Alki (R)              | 26  | 4  | 6 | 16 | 18  | 23 | 45 | −22 | Degradatie naar B' Kategoria 1992/93                           |
| 14  | Omonoia Aradippou (R) | 26  | 1  | 7 | 18 | 10  | 17 | 53 | −36 | Degradatie naar B' Kategoria 1992/93                           |

## Resultaten
| Thuis \ Uit  | AEL | ALK | ANR | APN | APL | ARS | ENP | EPA | EVG | NSL | OLY | OMA | OMN | POL |
| ------------ | --- | --- | --- | --- | --- | --- | --- | --- | --- | --- | --- | --- | --- | --- |
| AEL          |     | 4–1 | 1–4 | 2–1 | 0–1 | 0–0 | 0–0 | 2–0 | 1–0 | 3–0 | 4–1 | 1–1 | 1–1 | 3–4 |
| Alki         | 3–2 |     | 2–3 | 1–2 | 1–2 | 2–0 | 1–1 | 0–1 | 1–0 | 2–3 | 4–2 | 0–0 | 0–2 | 0–0 |
| Anorthosis   | 3–0 | 3–1 |     | 2–2 | 0–0 | 4–2 | 1–0 | 2–1 | 1–0 | 2–1 | 4–0 | 3–1 | 0–2 | 1–2 |
| APOEL        | 3–0 | 3–0 | 2–1 |     | 1–1 | 3–1 | 5–2 | 2–0 | 5–0 | 2–3 | 3–1 | 6–2 | 2–0 | 2–0 |
| Apollon      | 1–1 | 2–0 | 1–0 | 2–3 |     | 1–0 | 2–2 | 5–1 | 2–1 | 2–2 | 4–0 | 2–0 | 5–2 | 3–1 |
| Aris         | 3–2 | 1–1 | 1–7 | 1–2 | 0–3 |     | 2–2 | 0–3 | 0–0 | 3–1 | 2–1 | 2–1 | 0–0 | 1–1 |
| ENP          | 6–2 | 1–0 | 2–2 | 0–1 | 1–2 | 0–2 |     | 3–3 | 1–0 | 3–0 | 1–3 | 0–0 | 1–0 | 0–1 |
| EPA          | 0–1 | 4–0 | 0–0 | 2–2 | 0–2 | 0–1 | 1–1 |     | 0–1 | 3–2 | 2–2 | 2–1 | 1–3 | 3–1 |
| Evagoras     | 2–1 | 1–0 | 0–2 | 0–4 | 1–2 | 0–0 | 2–1 | 0–0 |     | 2–2 | 3–0 | 5–0 | 1–1 | 1–3 |
| Nea Salamina | 1–0 | 1–1 | 1–3 | 0–3 | 2–1 | 2–1 | 2–1 | 2–1 | 4–1 |     | 3–2 | 4–0 | 2–3 | 4–1 |
| Olympiakos   | 0–0 | 1–0 | 1–2 | 0–4 | 3–2 | 2–0 | 0–0 | 0–1 | 0–1 | 2–0 |     | 3–1 | 2–1 | 1–4 |
| Omonia Ar.   | 2–3 | 1–1 | 0–1 | 1–1 | 1–4 | 0–3 | 1–3 | 1–2 | 2–0 | 0–0 | 0–0 |     | 0–2 | 1–3 |
| Omonia       | 2–1 | 4–1 | 0–3 | 3–3 | 1–0 | 3–0 | 3–1 | 2–2 | 3–1 | 3–1 | 1–1 | 1–0 |     | 3–0 |
| Pezoporikos  | 1–2 | 1–0 | 0–1 | 1–1 | 1–2 | 3–3 | 1–3 | 4–2 | 1–1 | 2–2 | 6–0 | 1–0 | 0–0 |     |

### Degradatie play off
12e geplaatste team Olympiakos stond tegenover het derde geplaatste team van de B' Kategoria 1991/92 APEP Pitsilia, in een twee- legged play-off voor één plek in de B' Kategoria 1992/93.
Olympiakos won beide wedstrijden en verzekerde zich van een plaats in de Cypriotisch voetbalkampioenschap 1992/93.
- Olympiakos 2–0 APEP Pitsilia
- APEP Pitsilia 0–3 Olympiakos

## Topscores
| Rank | Spelers        | Club      | Doelpunten |
| ---- | -------------- | --------- | ---------- |
| 1    | József Dzurják | AC Omonia | 21         |

## Kampioen
| 1991/92                       |
| Cyprus                        |
| ----------------------------- |
| APOEL FC Kampioen (15° titel) |

1934/35 · 1935/36 · 1936/37 · 1937/38 · 1938/39 · 1939/40 · 1940/41 · 1941/42 · 1942/43 · 1943/44 ·  1944/45 · 1945/46 · 1946/47 · 1947/48 · 1948/49 · 1949/50 · 1950/51 · 1951/52 · 1952/53 · 1953/54 · 1954/55 · 1955/56 · 1956/57 · 1957/58 · 1958/59 ·  1959/60 · 1960/61 · 1961/62 · 1962/63 · 1963/64 · 1964/65 · 1965/66 · 1966/67 · 1967/68 · 1968/69 · 1969/70 · 1970/71 · 1971/72 · 1972/73 · 1973/74 · 1974/75 · 1975/76 · 1976/77 · 1977/78 · 1978/79 · 1979/80 · 1980/81 · 1981/82 · 1982/83 · 1983/84 · 1984/85 · 1985/86 · 1986/87 · 1987/88 · 1988/89 · 1989/90 · 1990/91 · 1991/92 · 1992/93 · 1993/94 · 1994/95 · 1995/96 · 1996/97 · 1997/98 · 1998/99 · 1999/00 · 2000/01 · 2001/02 · 2002/03 · 2003/04 · 2004/05 · 2005/06 · 2006/07 · 2007/08 · 2008/09 · 2009/10 · 2010/11 · 2011/12 · 2012/13 · 2013/14 · 2014/15 · 2015/16 · 2016/17 · 2017/18 · 2018/19 · 2019/20 · 2020/21 · 2021/22